# Erik Wernquist
Erik Wernquist, född 1 augusti 1977, är en svensk grafisk formgivare, regissör och datoranimatör.

## Biografi
Wernquist växte upp på Lidingö utanför Stockholm. Han har samarbetat ett flertal gånger med skådespelaren och barndomsvännen Henrik Dorsin samt skrivit och regisserat tv och teater. I början av 2000-talet skapade Wernquist en 3D-animation som han kallade "The Annoying Thing", senare mest känd som "Crazy Frog". Daniel Malmedahl utvecklade karaktärens ljud. Wernquist har bland annat jobbat på Kaktus Film, ett produktionsbolag som gör 3D-program och musikvideor. Kaktus Film var med och arbetade på flera projekt med "Crazy Frog" bland annat i samarbete med det tyska företaget Jamba. Han har även medverkat som skådespelare i komediserien Grotesco för SVT och regisserat flera avsnitt. Erik Wernquist är scenograf för "Grotesco på Scala". Grotescos senaste framträdande var en föreställning på Scalateatern i Stockholm, som hade premiär den 15 januari 2015.
Wernquist kombinerade sitt stora intresse för astronomi och solsystemet med grafik i den animerade kortfilmen "Wanderers" som hade premiär i slutet av november 2014. "Wanderers" beskrivs på följande sätt på filmens hemsida:
"The film is a vision of our humanity's future expansion into the Solar System. Although admittedly speculative, the visuals in the film are all based on scientific ideas and concepts of what our future in space might look like, if it ever happens. All the locations depicted in the film are digital recreations of actual places in the Solar System, built from real photos and map data where available". 

## Teater

### Regi
| År   | Produktion                                     | Upphovsmän   | Teater             |
| ---- | ---------------------------------------------- | ------------ | ------------------ |
| 1998 | Djävulen History of the Devil                  | Clive Barker | Stockholms blodbad |
| 2000 | Landet där man gör som man vill V for Vendetta | Alan Moore   | Stockholms blodbad |